# Miklós Szabó (cestista)
Miklós Szabó (Szeghalom, 17 agosto 1986) è un ex cestista ungherese.